# 張賀
張 賀（ちょう が、生没年不詳）は、前漢の人。京兆尹杜陵県（現在の陝西省西安市雁塔区曲江街道三兆村の北西）の人。御史大夫の張湯の子で、衛将軍の張安世の兄。

## 略歴
張賀は武帝の時に皇太子劉拠に寵愛されていたが、皇太子が反乱を起こして殺されると、皇太子の賓客も誅殺された。しかし張安世が張賀の助命嘆願をしたおかげで処刑されず、代わりに宮刑を受けた。宦官となると掖庭令となった。
皇太子劉拠の孫である劉病已（後の宣帝）はそのころ幼少であったが皇太子に連座して獄に下され、獄から出された後、掖庭で養われた。張賀は皇太子に罪がないのにこの子が天涯孤独となったことを憐み、彼を大変手厚く養った。
劉病已が成長すると張賀は彼に自分の跡取りとしていた甥の張彭祖と共に読み書きを教え、詩経を学ばせた。張賀は更に自分の孫娘を劉病已の妻にしようとしたが、霍光と共に昭帝を擁立していた張安世は「反乱を起こした皇太子の子孫なのだから、衣食をお上から支給されているだけでも良しとするべきです。もう二度と孫娘を娶わせるなどと申し上げないでください」と反対した。そこで掖庭の宦官である許広漢の娘の許平君を劉病已の妻に選び、私財を婚礼の費用にあてた。
また張賀は劉病已に不思議な現象が多かったことを知ると、張安世に劉病已の素晴らしさを語ったが、張安世は「今は幼帝の時代であり、あまり皇太子の孫を褒めないほうがよろしいでしょう」とたしなめた。
張賀が死亡した後、劉病已は霍光らによって皇帝に擁立された。宣帝である。宣帝は張安世に対し、「掖庭令（張賀）が私のことを褒めた時に将軍（張安世）が止めたのは正しい事であった」と言った。
張賀には子が一人居たが早死にしたため後継ぎはなく、張安世の子である張彭祖を後継ぎにしていた。元康3年（紀元前63年）、宣帝が彼らに報いようと張賀に墓守200戸を置き、張彭祖を列侯にしようとすると、張安世が辞退しようとした。宣帝は「これは将軍のためにやるのではなく掖庭令のためにやるのだから関係ない」と言い、張賀のために墓守30戸を置き、張彭祖を陽都侯に封じ、張賀を陽都哀侯と諡した。また張賀の孫の張覇は当時7歳であったが、散騎・中郎将・関内侯とした。